# Mycosphaerella pistaciarum
Mycosphaerella pistaciarum är en svampart som beskrevs av Chitzan. 1956. Mycosphaerella pistaciarum ingår i släktet Mycosphaerella och familjen Mycosphaerellaceae.   Inga underarter finns listade i Catalogue of Life.